# Grande Prêmio da Emília-Romanha
O Grande Prêmio da Emília-Romanha (em italiano:  Gran Premio dell'Emilia Romagna) é um evento de Fórmula 1 realizado desde a temporada de 2020, no Autódromo Internacional Enzo e Dino Ferrari, localizado em Ímola, na Emília-Romanha, Itália.

## História

### 2020–2021
A pandemia de COVID-19 em 2020 levou à interrupção do calendário de corridas originalmente programado pela Fórmula 1, com várias corridas sendo canceladas. Com isso, o Grande Prêmio da Emília-Romanha foi adicionado ao calendário revisado como uma corrida "única", como um dos vários Grandes Prêmios novos ou retornados, a fim de compensar a perda de outras corridas. O evento usou um formato único de fim de semana de dois dias, com uma sessão de treinos, no sábado, em vez das três habituais. Valtteri Bottas, da Mercedes, se classificou na pole position, com seu companheiro de equipe, Lewis Hamilton, vencendo a corrida.
Apesar de ter sido originalmente planejado para ser realizado como um evento único em 2020, devido à natureza contínua da pandemia de COVID-19, o Grande Prêmio da Emília-Romanha retornou em 2021, substituindo o adiado Grande Prêmio da China como a segunda rodada da temporada de 2021. Lewis Hamilton conquistou a pole com Max Verstappen vencendo uma corrida dramática e afetada pela chuva.

### 2022
O evento apareceu novamente no calendário de 2022 para ser realizado pela terceiro ano consecutivo. No início de 2022, os organizadores anunciaram ter assinado um contrato para continuar organizando o Grande Prêmio até 2025.

## Vencedores do GP da Emília-Romanha

### Vencedores por ano
| Ano     | Piloto                                               | Construtor                                           | Local                                                | Resumo                                               |                                                      |
| ------- | ---------------------------------------------------- | ---------------------------------------------------- | ---------------------------------------------------- | ---------------------------------------------------- | ---------------------------------------------------- |
| 2020    | Lewis Hamilton                                       | Mercedes                                             | Ímola                                                | Detalhes                                             |                                                      |
| 2021    | Max Verstappen                                       | Red Bull Racing-Honda                                | Ímola                                                | Detalhes                                             |                                                      |
| 2022    | Max Verstappen                                       | Red Bull Racing-RBPT                                 | Ímola                                                | Detalhes                                             |                                                      |
| 2023    | Cancelado devido às fortes chuvas na região de Ímola | Cancelado devido às fortes chuvas na região de Ímola | Cancelado devido às fortes chuvas na região de Ímola | Cancelado devido às fortes chuvas na região de Ímola | Cancelado devido às fortes chuvas na região de Ímola |
| 2024    | Max Verstappen                                       | Red Bull Racing-Honda RBPT                           | Ímola                                                | Detalhes                                             |                                                      |
| 2025    | Max Verstappen                                       | Red Bull Racing-Honda RBPT                           | Ímola                                                | Detalhes                                             |                                                      |
| Fontes: |                                                      |                                                      |                                                      |                                                      |                                                      |

### Vitórias por piloto
| Total   | Piloto         | Vitórias               |
| ------- | -------------- | ---------------------- |
| 4       | Max Verstappen | 2021, 2022, 2024, 2025 |
| 1       | Lewis Hamilton | 2020                   |
| Fontes: |                |                        |

### Vitórias por equipe
| Total   | Equipe          | Vitórias               |
| ------- | --------------- | ---------------------- |
| 4       | Red Bull Racing | 2021, 2022, 2024, 2025 |
| 1       | Mercedes        | 2020                   |
| Fontes: |                 |                        |

### Vitórias por país
| Total   | País          | Vitórias               |
| ------- | ------------- | ---------------------- |
| 4       | Países Baixos | 2021, 2022, 2024, 2025 |
| 1       | Reino Unido   | 2020                   |
| Fontes: |               |                        |